# 水口酒造
水口酒造（みなくちしゅぞう）は愛媛県松山市にある企業。

## 概要
- 主要の酒造だけでなく、化粧品・食品と手がけている。
- こだわりは創業から冷水をタンク回りに循環させ、もろみの温度管理、制御を行うジャケット式仕込みタンクを設置[1]。

## 沿革
- 1895年（明治28年） - 初代水口大七郎によって創業[1]。道後地区では唯一の造り酒屋である。日本酒ブランド「仁喜多津」を製造開始。
- 1930年（昭和5年） - 製氷業を開始。
- 1984年（昭和59年） - 不動産事業を開始。
- 1996年（平成8年）6月 - 地ビール製造の免許を取得。
- 1996年（平成8年）8月 - 「道後ビール」を発売。
- 2002年（平成14年）10月 - 化粧品ブランドに挑戦。第1号として「道後美水」を発売。
- 2005年（平成17年）4月 - 焼酎乙類製造免許を取得。
- 2005年（平成17年）6月 - 焼酎第1号として「刻太鼓」を発売。
- 2005年（平成17年）12月 - 食品第1号として「じゃこ天」を発売。

## ブランド
仁喜多津
- 創業した年に製造。万葉集の額田王の句を使い、「仁愛と喜び多き津渡」に意を込めて誕生した[1]。

道後ビール
- 1996年（平成8年）に発売。愛媛県を代表する県産品で、中四国地区ではトップクラスの上場となった[1]。

## 文化財
- 店舗兼主屋は1917年（大正7年）に建築。木造2階建てで、2016年（平成28年）に国の登録有形文化財に登録された[2]。